# Ivan Ivanov (pesista)
Ivan Ivanov (3 gennaio 1992) è un pesista kazako.
Ha partecipato ai Giochi di Rio de Janeiro 2016, gareggiando nel getto del peso.
Ha vinto 1 bronzo ai Giochi asiatici del 2018.

## Palmarès
| Anno | Manifestazione             | Sede           | Evento           | Risultato      | Prestazione | Note |
| ---- | -------------------------- | -------------- | ---------------- | -------------- | ----------- | ---- |
| 2009 | Mondiali allievi           | Bressanone     | Getto del peso   | 32º (q)        | 16,53 m     |      |
| 2009 | Mondiali allievi           | Bressanone     | Lancio del disco | Qualificazione | nm          |      |
| 2012 | Campionati asiatici indoor | Hangzhou       | Getto del peso   | 6º             | 17,74 m     |      |
| 2013 | Campionati asiatici        | Pune           | Getto del peso   | 7º             | 18,34 m     |      |
| 2015 | Campionati asiatici        | Wuhan          | Getto del peso   | 7º             | 17,78 m     |      |
| 2016 | Olimpiadi                  | Rio de Janeiro | Getto del peso   | 33º (q)        | 17,38 m     |      |
| 2017 | Campionati asiatici        | Bhubaneswar    | Getto del peso   | Bronzo         | 19,41 m     |      |
| 2017 | Universiadi                | Taipei         | Getto del peso   | 14º (q)        | 17,22 m     |      |
| 2018 | Campionati asiatici indoor | Teheran        | Getto del peso   | 5º             | 18,31 m     |      |
| 2018 | Giochi asiatici            | Giacarta       | Getto del peso   | Bronzo         | 19,40 m     |      |
| 2019 | Campionati asiatici        | Doha           | Getto del peso   | Bronzo         | 19,09 m     |      |
| 2019 | Mondiali                   | Doha           | Getto del peso   | 30º (q)        | 19,73 m     |      |
| 2023 | Campionati asiatici indoor | Astana         | Getto del peso   | 4º             | 18,10 m     |      |
| 2023 | Campionati asiatici        | Bangkok        | Getto del peso   | Bronzo         | 19,87 m     |      |
| 2023 | Giochi asiatici            | Hangzhou       | Getto del peso   | 7º             | 18,68 m     |      |